# 첫 번째 선생
《첫 번째 선생》(러시아어: Первый учитель, 영어: The First Teacher)은 소련에서 제작된 안드레이 콘찰로프스키 감독의 1965년 드라마 영화이다. 볼로트 베이셰날리예프 등이 주연으로 출연하였다.

## 출연

### 주연
- 볼로트 베이셰날리예프
- 인드리스 노고이바에브
- 나탈리아 아린바사로바

## 제작진
- 미술: Mikhail Romadin